# Veronica Lake
Constance Frances Marie Ockelman (Brooklyn, 1922. november 14. – Burlington, 1973. július 7.), ismertebb nevén Veronica Lake amerikai színésznő volt. Leginkább femme fatale (a végzet asszonya) szerepeiről volt ismert. A negyvenes évek során több filmben is szerepelt Alan Ladd-del együtt. A negyvenes évek végére karrierje leszálló ágban volt, részben az alkoholizmusa miatt. Az ötvenes években mindössze egy filmben szerepelt, de több tévésorozatban is feltűnt. Szerepelt az 1966-os Footsteps in the Snow című filmben, de ez nem segített a karrierje újraélesztésében. Életrajza 1970-ben jelent meg  Veronica: The Autobiography of Veronica Lake címmel. Utolsó filmszerepe a Flesh Feast című, alacsony költségvetésű horrorfilmben volt. 1973 júliusában hunyt el, 50 éves korában.

## Élete
Constance Frances Marie Ockelman néven született Brooklynban. Apja, Harry Eugene Ockelman német-ír származású volt, és egy olajcégnek dolgozott. 1932-ben hunyt el a pennsylvaniai Marcus Hook-ban. Anyja, Constance Frances Charlotta (születési nevén Trimble; 1902–1992) 1933-ban kötött házasságot Anthony Keane-nel.
Saranac Lake-ben (New York) éltek. Lake a St. Bernard's School-ban tanult. Ezután a Villa Maria nevű katolikus lányiskolába küldték, ahonnan aztán kirúgták. Később a McGill Egyetemen folytatta tanulmányait. Sebész szeretett volna lenni; ezt több róla szóló életrajzban is leírták. Lake azonban később kijelentette, hogy ez hazugság. Miután mostohaapja beteg lett, a család Miamiba költözött. A Miami High Schoolban tanult. Nehéz gyerekkora volt, és anyja szerint skizofréniával diagnosztizálták.

## Magánélete
Első férje John S. Detlie volt, akivel 1940-ben házasodott össze. Egy lányuk született, Elaine (1941), és egy fiuk, Anthony (1943. július 8.) Lake fia koraszülött volt, és 1943. július 15.-én elhunyt. Lake és Detlie 1943 augusztusában külön váltak, 1943 decemberében pedig elváltak.
1944-ben házasodott össze Tóth Endre filmrendezővel. Egy fiuk született, Andre Anthony Michael III ( Michael DeToth) és egy lányuk, Diana (1948 október). Lake 1946-ban pilótaengedélyt szerzett. Lake és Tóth Endre 1952-ben elváltak.
1955 szeptemberében Joseph Allan McCarthy dalszerzővel kötött házasságot. Négy évvel később elváltak.

## Halála
1973 júniusában Lake az önéletrajzát reklámozta, és Angliába utazott. Visszatértekor Vermontban utazva felkeresett egy helyi orvost, és gyomorfájdalmakra panaszkodott. Kiderült, hogy az évekig tartó ivás következtében májzsugorodása van, és június 26-án bejelentkezett a vermonti University of Vermont Medical Centerbe.
1973. július 7-én hunyt el akut májgyulladásban és akut veseelégtelenségben. A fia, Michael követelte a halálát. Lake gyászszertartására július 11-én került sor a New York-i Universal Chapelben.
Elhamvasztották, és kívánságának megfelelően hamvait a Virgin-szigetek partjainál szórták szét. 2004-ben Lake hamvainak egy részét állítólag egy New York-i antikváriumban találták meg.

## Öröksége
A filmiparhoz való hozzájárulásáért Lake csillagot kapott a Hollywood Walk of Fame-en, a 6918 Hollywood Boulevardon.